# Identify (singolo)
Identify è un singolo della cantante australiana naturalizzata britannica Natalie Imbruglia, pubblicato il 22 marzo 1999 come quinto estratto dal primo album in studio Left of the Middle.
Il brano, scritto da Billy Corgan, fa parte della colonna ufficiale del film Stigmate.